# Isaak Bashevkin
Isaak Elias Skjeseth Bashevkin (* 1989) ist ein norwegischer Fußballschiedsrichterassistent. Er steht seit 2018 auf der Liste der FIFA-Schiedsrichter.

## Karriere
Nach Einsätzen bei lokalen Wettbewerben wie der zweiten sowie später der ersten norwegischen Liga, kam Isaak Bashevkin schon vor seiner Aufnahme auf die FIFA-Liste gelegentlich bei Freundschaftsspielen zwischen U-Nationalmannschaften zum Einsatz. Danach assistierte er auch bei mehreren Qualifikationsspielen derer, begleitete auch Spiele der UEFA Youth League wie auch Qualifikationsspiele für internationale Vereinswettbewerbe der UEFA. Bei einer Partie zwischen Sorja Luhansk und Leicester City am 3. Dezember 2020 in der UEFA Europa League unter Espen Eskås wirkte er erstmals bei einem Gruppenspiel mit.
Anschließend wurde er für die U-17-Europameisterschaft 2022 nominiert und wurde dort unter wechselnder Leitung bei sechs Partien eingesetzt. Im folgenden Jahr folgten weitere Einsätze bei der U-21-Europameisterschaft 2023 sowie der U-17-Weltmeisterschaft 2023. Anfang April 2024 wurde er als Assistent für die Olympischen Sommerspiele 2024 in das Team von Eskås berufen.